# Владимирский округ (Санкт-Петербург)
Влади́мирский округ — муниципальный округ № 82 в составе Центрального района Санкт-Петербурга.
Округ ограничен: с севера — Невским проспектом, с востока — Лиговским проспектом, с юга — Обводным каналом, с юго-запада — Звенигородской и Бородинской улицами, с северо-запада — рекой Фонтанка.
На территории округа преобладает историческая жилая застройка.

## Население
| 2002    | 2010    | 2012    | 2013    | 2014    | 2015    | 2016    |
| ------- | ------- | ------- | ------- | ------- | ------- | ------- |
| 57 213  | ↗59 065 | ↗59 354 | ↗60 541 | ↗62 305 | ↗62 357 | ↘60 910 |
| 2017    | 2018    | 2019    | 2020    | 2021    | 2023    | 2025    |
| ↘60 547 | ↗61 050 | ↘59 509 | ↘58 816 | ↘51 152 | ↘50 302 | ↘49 761 |

## Местное самоуправление

### Администрация округа
Администрация располагается по адресу: улица Правды, дом 12. Глава муниципального образования — Тихоненко Денис Викторович.

### Муниципальное собрание округа
В 2019 году Владимирский округ стал одним из тех муниципальных образований Санкт-Петербурга, где «Единая Россия» не смогла получить ни одного депутатского мандата. По итогам выборов в муниципальное собрание 6 созыва из 20 избранных депутатов 12 представляют партию «Яблоко» и 3 — «Справедливую Россию», остальные 5 выступали на выборах как самовыдвиженцы. Главой муниципального собрания избран Денис Викторович Тихоненко, заместителем — Виталий Викторович Боварь.

## Транспорт
Транспорт представлен тремя станциями метрополитена на территории округа: «Владимирская», «Достоевская» и «Маяковская», а также тремя — на границах округа: «Площадь Восстания», «Звенигородская» и «Лиговский проспект». Троллейбусные линии проложены по Невскому проспекту (маршруты 1, 5, 7, 10, 11, 22), Владимирскому и Загородному проспектам (маршруты 3, 8, 15). Трамвайная линия проходит по Лиговскому проспекту и улице Марата (маршруты 16, 25, 49) с разворотом маршрутов 25 и 49 по Кузнечному и Свечному переулкам.